# Ласевіти
Ласевіти (пол. Łasiewity) — село в Польщі, у гміні Жевне Маковського повіту Мазовецького воєводства.
Населення — 110 осіб (2011).
У 1975-1998 роках село належало до Остроленцького воєводства.

## Демографія
Демографічна структура станом на 31 березня 2011 року:
|          | Загалом | Допрацездатний вік | Працездатний вік | Постпрацездатний вік |
| -------- | ------- | ------------------ | ---------------- | -------------------- |
| Чоловіки | 61      | 19                 | 34               | 8                    |
| Жінки    | 49      | 9                  | 25               | 15                   |
| Разом    | 110     | 28                 | 59               | 23                   |